# Carex percostata
Carex percostata är en halvgräsart som beskrevs av Frederick Joseph Hermann. Carex percostata ingår i släktet starrar, och familjen halvgräs. Inga underarter finns listade i Catalogue of Life.